# Gomphaceae
Gomphaceae Marinus Anton Donk, 1961) din încrengătura Basidiomycota, în clasa Agaricomycetes și ordinul Gomphales,  împărțită în 17 genuri cu aproximativ 300 specii, este o familie diversă de ciuperci. Unii bureți ai acestei familii coabitează, fiind simbionți micoriza (formează micorize pe rădăcinile arborilor), alții au însușiri saprofite. Deși Ramaria este cel mai mare gen, tipul lui este Gomphus.
Numele generic este derivat din cuvântul de limba greacă veche (greacă veche γομφος=cui, știft, țăruș).

## Taxonomie
Taxonul a fost determinat de micologul olandez Marinus Anton Donk, de verificat în volumul 1 al jurnalului micologic Persoonia din 1961 și este valabil până în prezent (2019).
Familia Gomphaceae cuprinde între timp fostele familii de fungii Clavariadelphaceae și Lentariaceae cu toate genurile.

## Morfologie
Relația între genurile familiei sunt documentate prin analize, bazate pe secvențele de rADN mitocondrial și nuclear. Astfel de exemplu, genul Clavariadelphus este strâns legat de Gomphus și Ramaria. Această relație este susținută de reacțiile verzi ale sporocarpilor tratați cu săruri de fier, care reflectă prezența unui compus al pistilarinei.
Ciupercile familiei trăiesc pe sol și formează corpuri de fructificație cantharelloide (formează litigii, de exemplu bureții genului Gomphus) sau ramarioide (formează ramificații, de exemplu fungii genului Ramaria) cu un himenofor reticulat, țepos sau lipsind. Himeniul nu poate fi îndepărtat de pălărie. Destuntzia rubra, singura specie al genului Destuntzia precum cele 33 soiuri ale genului Gautieria seamănă cu trufele. Sporii sunt preponderent ornamentați verucos sau spinos, hialini (translucizi) până albi sau ocru până ruginii, dezvoltând basidii cu 4 sterigme și numai foarte rar cistide (elemente sterile situate în stratul himenal sau printre celulele din pielița pălăriei și a piciorului, probabil cu rol de excreție). Hifele se colorează cu clorură de fier (II) verde.

## Genurile familiei
Următoarele genuri aparțin familiei:
| - Araeocoryne Corner (1970) cu 1 specie - Austrogautieria Elwin L. Stewart E.L.Stewart & Trappe (1985) cu 4 specii - Beenakia Derek Agutter Reid D.A.Reid (1956) cu 3 specii - Ceratellopsis (Pat.) Konrad & Maubl. (1937) cu 10 specii - Clavariadelphus Donk (1933) cu 13 specii - Delentaria Corner (1970) cu 1 specie - Destuntzia Fogel & Trappe (1985) cu 5 specii - Gautieria Vittad. (1831) cu 33 specii - Gloeocantharellus (Hesler) Singer (1945) cu 11 specii | - Gomphus (Pers.) (1797) cu 19 specii - Kavinia (Pilát (1938) cu 4 specii - Lentaria (Berk.) Corner (1950) cu 10 specii - Phaeoclavulina Brinkmann (1897) cu 30 specii - Ramaria (Fr.) Bonord. (1851) cu aproximativ 200 specii - Ramaricium (J.Erikss.) (1954) cu 3 specii - Terendon (Maas Geest.) (1971) cu 1 specie - Turbinellus Earle (1909) cu 5 specii |

## Specii ale genurilor familiei în imagini

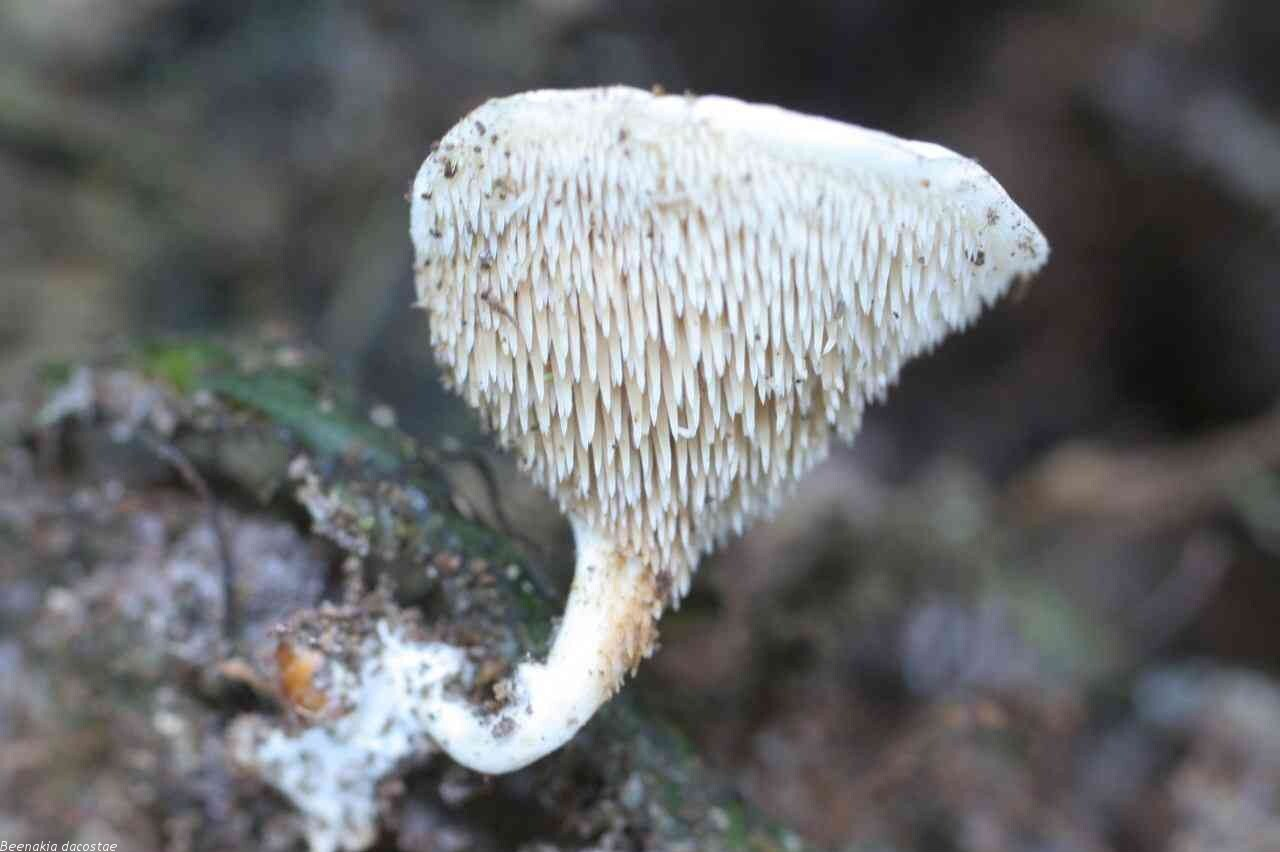
Beenakia dacostae
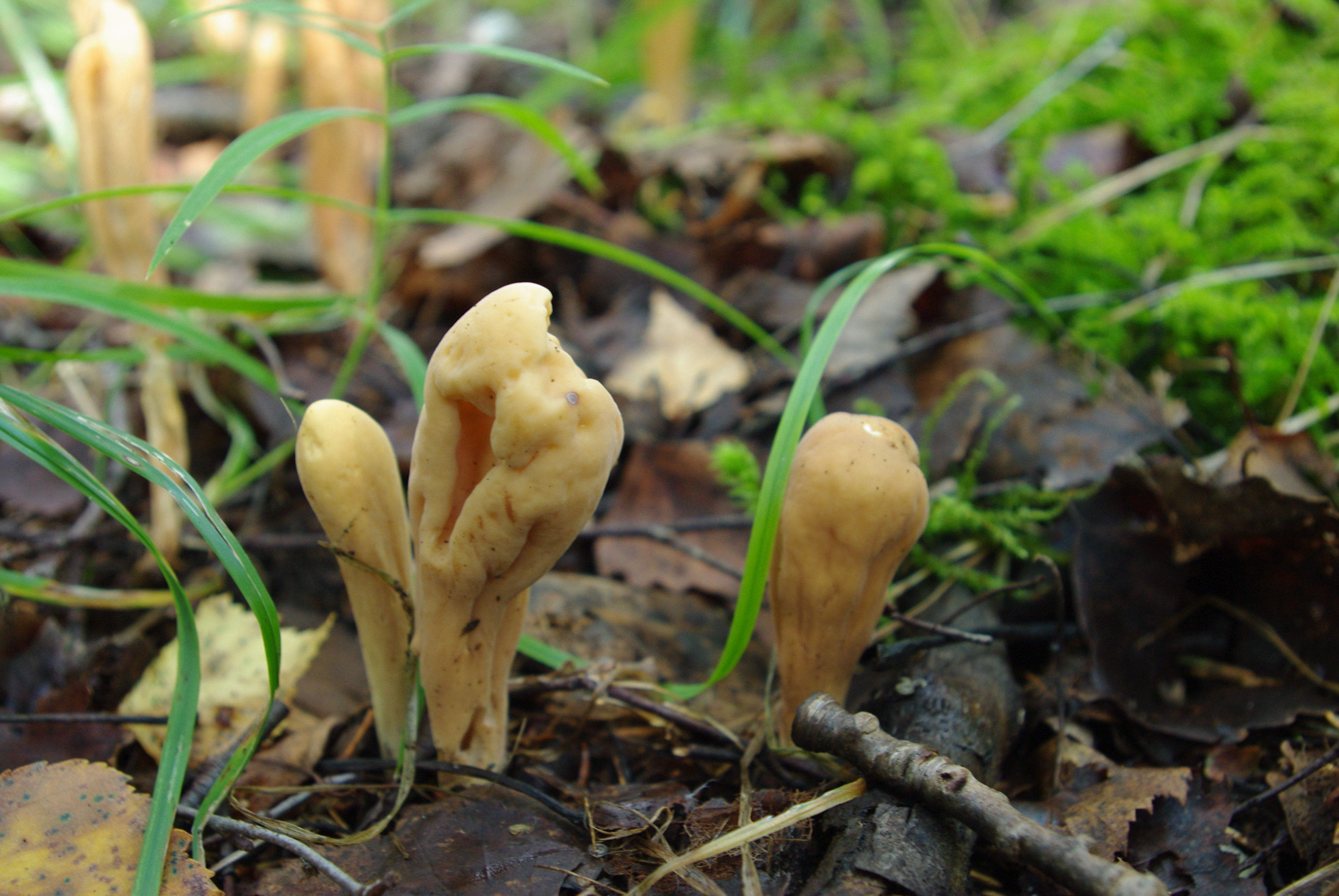
Clavariadelphus pistillaris
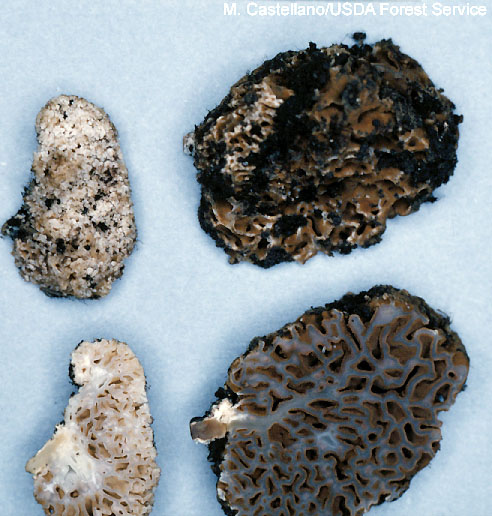
Gautieria magnicellaris
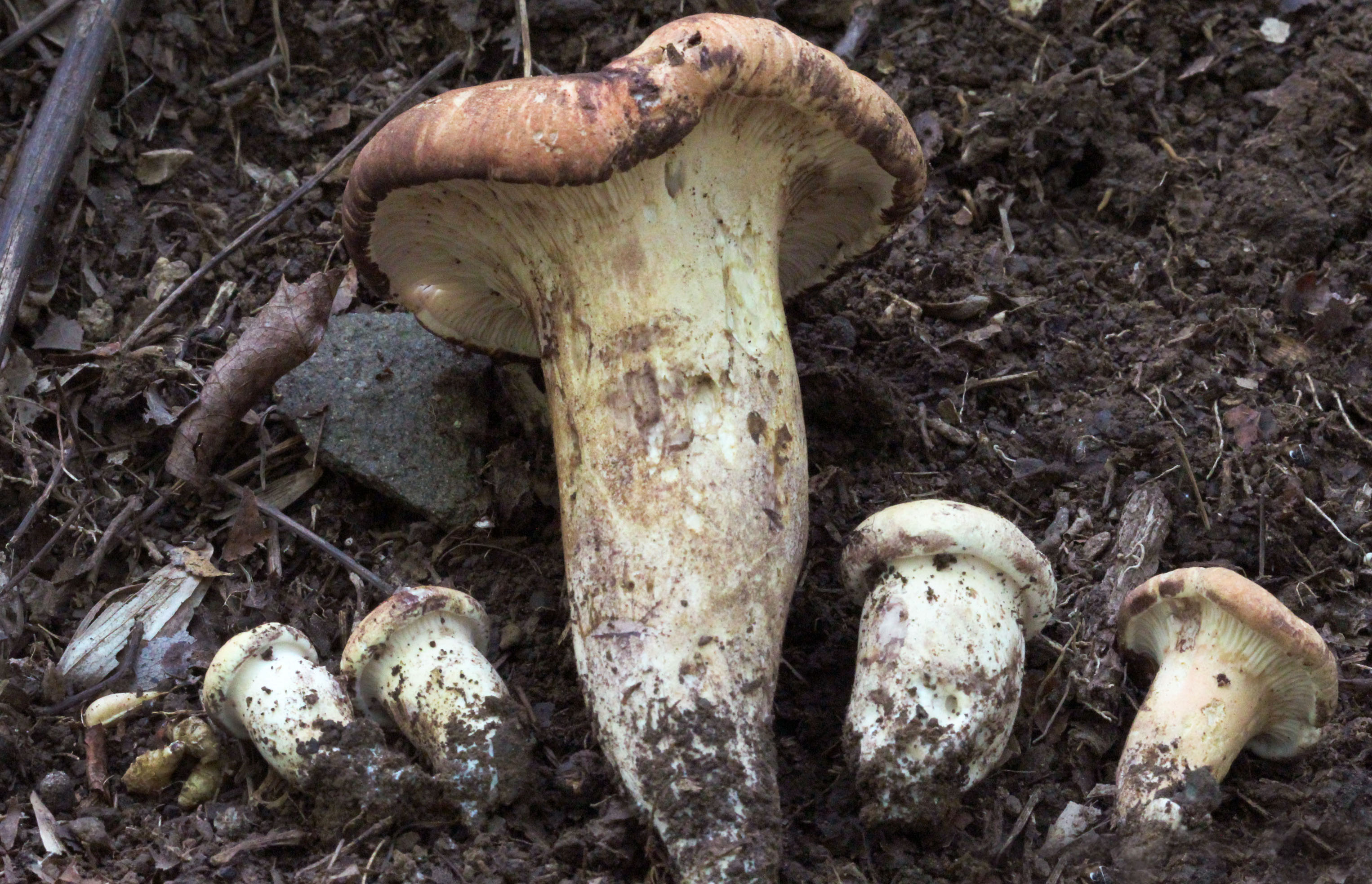
Gloeocantharellus purpurascens
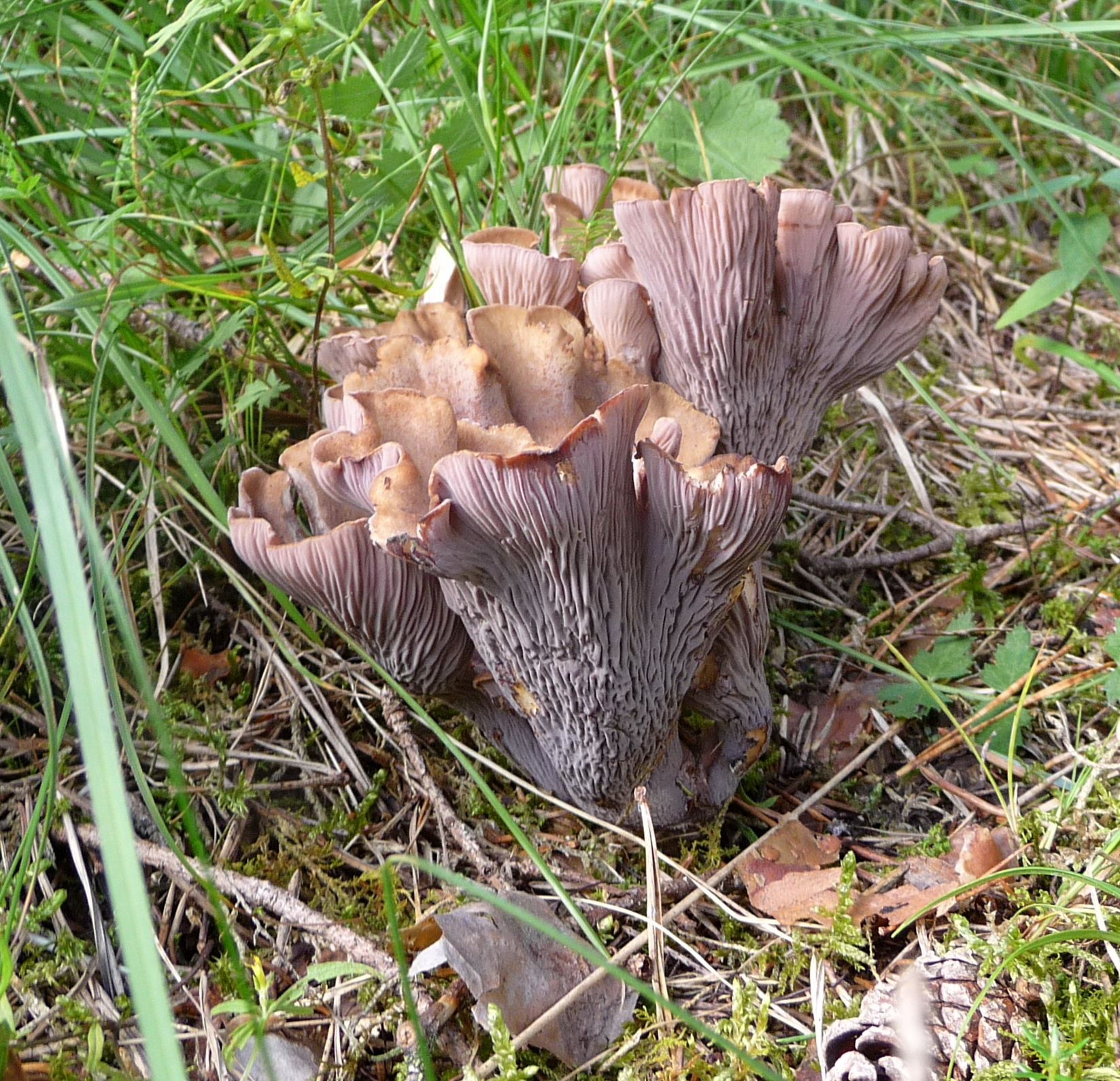
Gomphus clavatus
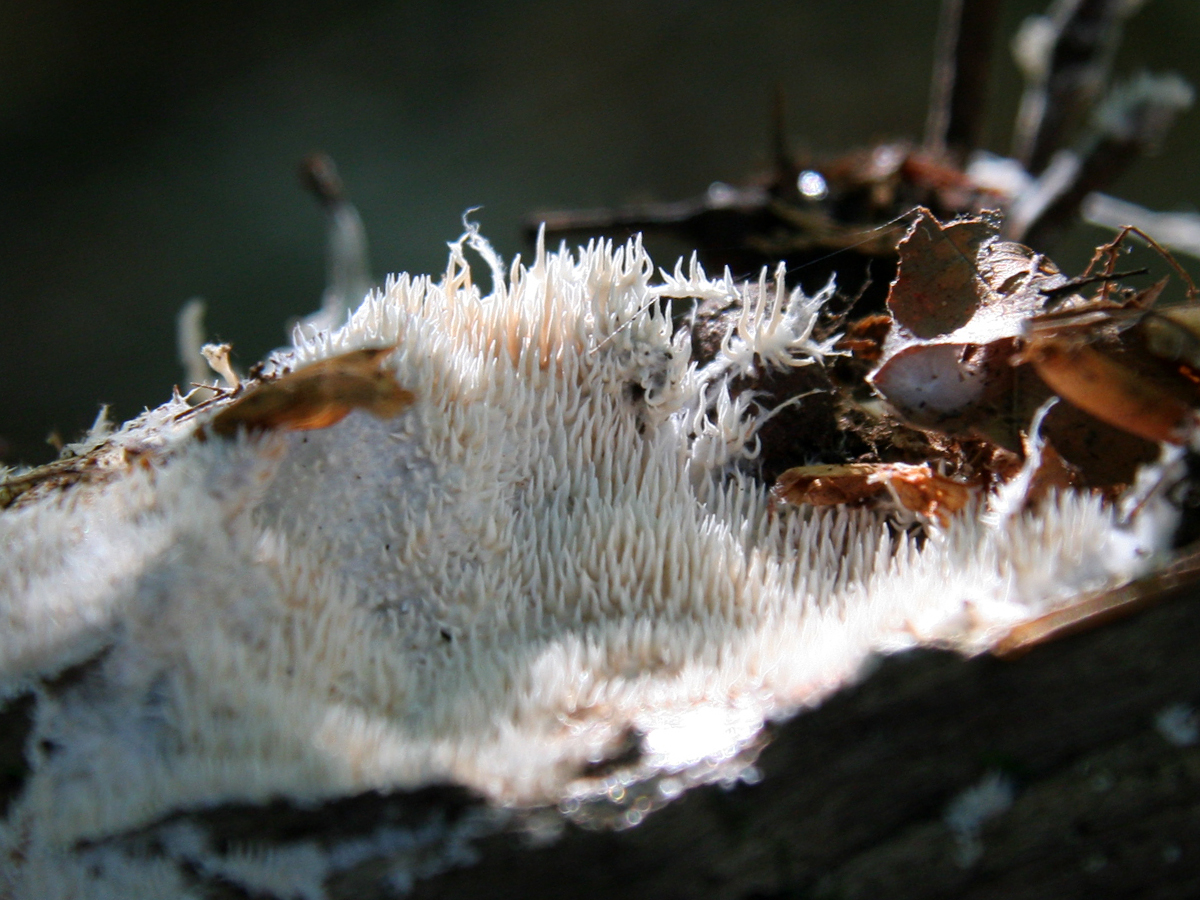
Kavinia alboviridis
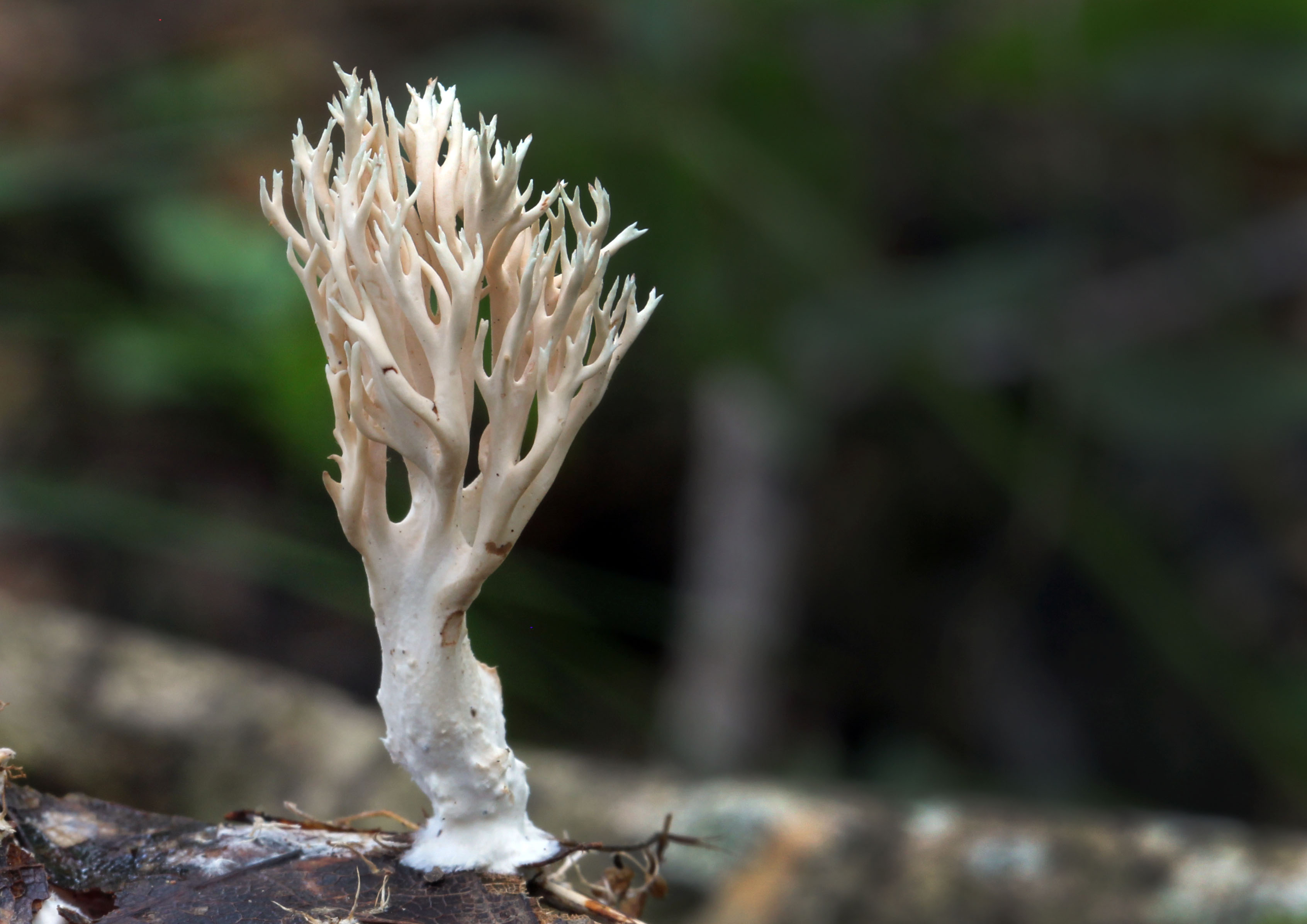
Lentaria micheneri
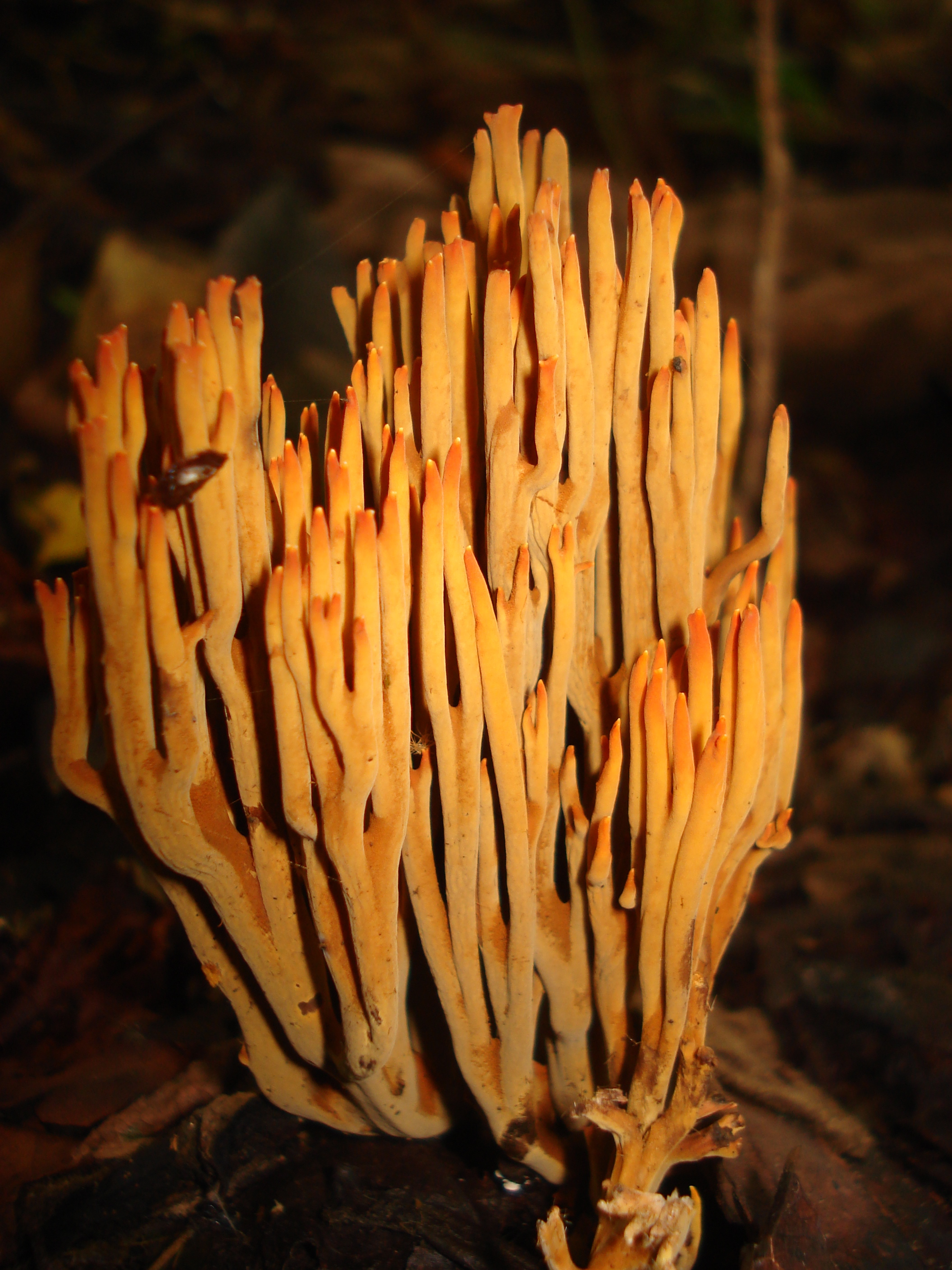
Phaeoclavulina cokeri
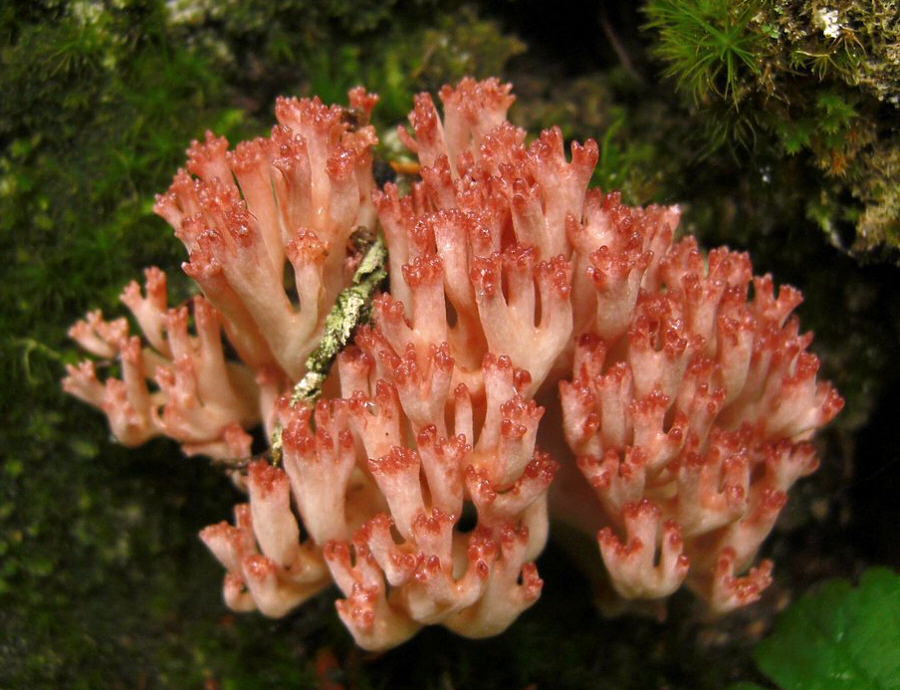
Ramaria botrytis
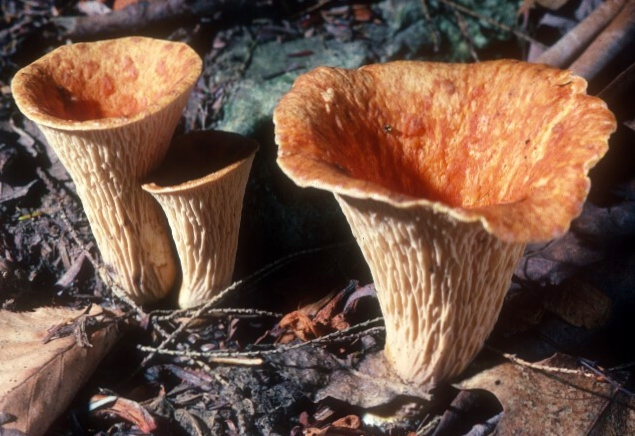
Turbinellus floccosus